# Simpang Ketenong
Simpang Ketenong is een bestuurslaag in het regentschap Bengkulu Utara van de provincie Bengkulu, Indonesië. Simpang Ketenong telt 422 inwoners (volkstelling 2010).